# Exocentrus luteus
Exocentrus luteus là một loài bọ cánh cứng trong họ Cerambycidae.